# Maurice Godin (acteur)
Pour les articles homonymes, voir Maurice Godin.
Maurice Godin, né le 28 février 1966, est un acteur canadien né à Toronto (Ontario).

## Filmographie
- 1987 : Brigade de nuit (TV)
- 1990 : White Room : Norm
- 1990 : Les Valeurs du cœur (Where the Heart Is) : Stock Exchange Dealer
- 1990 : Leona Helmsley: The Queen of Mean (TV) : Mark
- 1993 : Just for Fun
- 1994 : Bizet's Dream (TV) : Georges Bizet
- 1995 : Disparu (Vanished) (TV) : Charles Delauney
- 1995 : The Awakening (TV) : Nigel Bowers
- 1996 : Life with Roger (série télévisée) : Jason Clark
- 1996 : Salt Water Moose : Richard
- 1996 : Dangerous Offender: The Marlene Moore Story (TV) : Michael Copeland
- 1997 : Double Take : Fritz
- 1997 : Les Soupçons du cœur (When Secrets Kill) (TV) : Lieutenant Larry
- 1997 : Working ("Working") (série télévisée) : Tim Deale
- 2000 : The '70s (TV)
- 2002 : Croisière en folie (Boat Trip) : Hector
- 2002: Friends: Sid (le mari de Janice)
- 2005-2010 : Dr House (TV) : Dr. Hourani
- 2005 : Monk (TV) : Pierre LaCoste
- 2006 : Chestnut: Hero of Central Park : Wesley
- 2008 : Les Sorciers de Waverly Place (TV) : Ronald